# Alan Permane
Alan Permane (ur. 4 lutego 1967 w Walton-on-Thames) – brytyjski inżynier wyścigowy związany z zespołami Benetton, Renault F1, Lotus F1 i Alpine F1. Od 2024 jest dyrektorem sportowym w zespole Visa Cash App RB F1 Team.

## Życiorys
W latach 1989–1995 pracował w zespole elektroników testowych i wyścigowych w zespole F1 Benettonie, w 1996 awansował na młodszego inżyniera wyścigowego. W latach 1997–2001 pracował jako inżynier wyścigowy w Benettonie. W latach 2002–2006 był inżynierem wyścigowym w Renault F1. W latach 2007–2011 awansował na głównego inżyniera wyścigowego w Renault F1, od 2011 roku pracuje jako dyrektor operacyjny w tym zespole. Od 1 października 2011 roku awansował na stanowisko dyrektora operacyjnego zespołu. W 2012 po zmianie nazwy zespołu na Lotus F1, został mianowany na stanowisko dyrektora sportowego. 28 lipca 2023 po 34 latach opuścił team z Enstone będącego pod nazwą Alpine F1 Team.
Brytyjczyk w 2024 dołączył do zespołu Visa Cash App RB F1 Team na stanowisko dyrektora sportowego.